# Fela Kuti
Olufela Olusegun Oludotun Ransome-Kuti (Abeocutá, 15 de Outubro de 1938 — Lagos, 2 de Agosto de 1997), conhecido profissionalmente como Fela Kuti, Fela Anikulapo Ransome Kuti ou simplesmente Fela, foi um multi-instrumentista nigeriano, músico e compositor, pioneiro do gênero musical Afrobeat, ativista político e dos direitos humanos. Ele tem sido chamado de "superstar, cantor, músico, panafricanista, polígamo, místico, lenda". Durante o auge de sua popularidade, ele foi saudado como um dos mais "desafiadores e carismáticos artistas musicais" da África.

## Biografia
A biografia oficial de Fela Kuti foi escrita em 1982 por Carlos Moore e encontra-se disponível em português desde 2011, sob o título "Fela, Esta vida Puta".
Fela Kuti nasceu em Abeocutá, no estado de Ogum, na Nigéria, em uma família de classe média alta do ramo ebá dos Iorubás. Sua mãe, Funmilayo Ransome-Kuti, a primeira mulher nigeriana a dirigir um automóvel, foi uma ativista dos direitos da mulher nigeriana atuante no movimento anticolonial, e seu pai, Reverendo Israel Oludotun Ransome-Kuti, um pastor protestante e diretor de escola, foi o primeiro presidente da União Nigeriana de Professores e tornou-se um político de consideração influêncial. Seus irmãos Dr. Beko Ransome-Kuti e Olikoye Ransome-Kuti, ambos médicos, são conhecidos na Nigéria.
Ele mudou-se para Londres em 1958 com a intenção de estudar Medicina, mas acabou decidindo estudar música no Trinity College of Music. Lá, formou a banda Koola Lobitos, tocando highlife com outros músicos nigerianos que viviam em Londres. Em 1961, Fela casou-se com sua primeira esposa, a nigeriana Remilekum (Remi) Taylor com quem ele teria três filhos (Femi, Yeni e Sola).
Em 1963, Fela voltou para a Nigéria, reformou o Koola Lobitos e trabalhou como produtor de rádio para a Empresa Nigeriana de Transmissão
.
Em 1969, no meio da Guerra Civil da Nigéria, Fela levou a banda para os Estados Unidos, passando a chamá-la Fela-Ransome Kuti and Nigeria 70. Lá, Fela descobriu o movimento Black Power por meio de Sandra Smith (hoje Isidore), uma partidária do Panteras Negras, que influenciaria fortemente sua música e suas visões políticas. Ela apresentou a Fela o trabalho de Malcolm X, Eldridge Cleaver e outros ativistas e pensadores negros. A partir de então, Fela compreenderia melhor a luta de sua mãe pelos direitos dos africanos que estavam sob o regime colonial, assim como o apoio que ela dava à doutrina do Pan-Africanismo exposta por Kwame Nkrumah. Essas ideias também o inspiraram a criar seu próprio estilo musical, que ficaria conhecido como afrobeat, uma mistura do jazz americano com o rock psicodélico e o highlife da África Ocidental. Logo, o Serviço de Naturalização e Imigração foi informado por um empresário que Fela e sua banda estavam nos Estados Unidos sem licença de trabalho. A banda então realizou uma rápida sessão de gravação em Los Angeles, que mais tarde viria a ser lançado como "The '69 Los Angeles Sessions".
Fela e sua banda, renomeada para "Africa '70" retornaram para a Nigéria. Ele então formou a República Kalakuta, uma comuna, um estúdio de gravação e uma casa para muitos conectados à banda a qual mais tarde ele declarou independente do Estado da Nigéria. Fela montou uma boate no Empire Hotel, chamado de Afro-Spot e depois Afrika Shrine, onde ele cantava regularmente. Fela também mudou o seu nome do meio para "Anikulapo" (que significa "aquele que carrega a morte no bolso"), declarando que o seu nome do meio original, Ransome, era um nome de escravo. As gravações continuaram e a música se tornou mais motivada politicamente. A música de Fela se tornou bastante popular entre os cidadãos nigerianos e africanos em geral. De fato, ele decidiu cantar em um Pidgin baseado no inglês de forma que sua música pudesse ser apreciada por indivíduos de toda a África, onde as línguas faladas locais são muito diversas e numerosas. À medida que a música de Fela tinha se tornado popular na Nigéria e em todo lugar, ela também era bastante impopular entre o governo no poder e ataques à República Kalakuta eram frequentes. Em 1974, a polícia chegou com um mandado de busca e um cigarro de cannabis, o qual tinha a intenção de ocultar em posse de Fela. Ele se deu conta disso e engoliu o cigarro. Em resposta, a polícia o levou em custódia e esperou para examinar suas fezes. Fela conseguiu a ajuda de seus companheiros presos e entregou à polícia as fezes de outra pessoa, Fela foi assim liberado. Ele então relatou o incidente em seu lançamento Expensive Shit.
Em 1977 Fela e a Afrika 70 lançaram o sucesso Zombie, um ataque mordaz aos soldados nigerianos, usando a metáfora "zumbi" para descrever os métodos das forças armadas nigerianas. O álbum foi um sucesso esmagador entre o público e enfureceu o governo, dando início a um cruel ataque à República Kalakuta, durante o qual mil soldados atacaram a comuna. Fela foi severamente espancado, e sua mãe idosa foi arremessada de uma janela, causando ferimentos fatais. A República Kalakuta foi incendiada e o estúdio, instrumentos e gravações originais de Fela foram destruídos. Fela afirmou que teria sido morto se não fosse pela intervenção de um oficial comandante quando estava sendo espancado. A resposta de Fela ao ataque foi enviar o caixão de sua mãe para o quartel principal em Lagos e escrever duas canções, "Coffin for Head of State" e "Unknown Soldier", referindo-se ao inquérito oficial que afirmou que a comuna foi destruída por um soldado desconhecido.
Fela e sua banda foram então morar no Crossroads Hotel, visto que a Shrine tinha sido destruída junto com sua comuna. Em 1978 Fela casou-se com vinte e sete mulheres, muitas das quais eram suas dançarinas e vocalistas, para marcar o aniversário do ataque na República Kalakuta. O ano foi marcado também por dois notórios espetáculos, o primeiro em Acra no qual ocorreram tumultos durante a música "Zombie" que levaram Fela a ser proibido de entrar em Gana. O segundo foi no Berlin Jazz Festival após o qual a maioria dos músicos de Fela o abandonou, devido a rumores de que Fela estava planejando utilizar a totalidade dos lucros para financiar sua campanha presidencial.
Apesar dos maciços retrocessos, Fela estava determinado a voltar. Ele formou seu próprio partido político, que chamou de Movimento do Povo
. Em 1979 ele se candidatou a presidente nas primeiras eleições da Nigéria após mais de uma década mas sua candidatura foi recusada. À essa época, Fela criou uma nova banda chamada "Egypt 80" e continuou a gravar álbuns e viajar pelo país. Ele ainda enfureceu as autoridades políticas colocando os nomes do vice-presidente da ITT Moshood Abiola e do então General Olusegun Obasanjo ao final de um discurso político de 25 minutos sucesso de vendas intitulado "International Thief Thief".
Em 1984 ele foi novamente atacado pelo governo militar, que o prendeu sob uma dúbia acusação de lavagem de dinheiro. Seu caso foi acompanhado por vários grupos de direitos humanos e, após vinte meses, ele foi libertado pelo General Ibrahim Babangida. Ao ser liberto ele divorciou-se de suas doze esposas restantes, dizendo "Casamento traz ciúmes e egoísmo". Mais uma vez, Fela continuou a lançar álbuns com a Egypt 80, fez algumas turnês de sucesso no Estados Unidos e na Europa e também continuou politicamente ativo. Em 1986 Fela se apresentou no Giants Stadium em Nova Jérsei como parte do show "Conspiração da Esperança" da Anistia Internacional, junto com Bono, Carlos Santana e The Neville Brothers. Em 1989 Fela & Egypt 80 lançou o álbum antiapartheid "Beasts of No Nation" que exibe em sua capa o Presidente dos Estados Unidos Ronald Reagan, a primeira-ministra britânica Margaret Thatcher e o primeiro-ministro da África do Sul P.W. Botha com caninos pingando sangue.
Sua produção de álbuns reduziu na década de 90 e ele enfim parou de lançar mais álbuns. A luta contra a corrupção militar na Nigéria estava causando estragos, principalmente durante a ascensão do ditador Sani Abacha. Também estavam se espalhando rumores de que ele estava sofrendo de uma doença da qual se recusava a tratar. Em 3 de Agosto de 1997 Olikoye Ransome-Kuti, um já proeminente ativista contra a AIDS e anterior Ministro da Saúde, surpreendeu a nação anunciando a morte de seu irmão mais novo um dia antes de Sarcoma de Kaposi causado por AIDS. (O irmão mais novo deles, Beki, estava preso no momento pelas mãos de Abacha por atividade política). Mais de um milhão de pessoas compareceram ao funeral de Fela no local do antigo recinto da Shrine. Uma nova Africa Shrine foi aberta depois da morte de Fela em uma diferente seção de Lagos sob a supervisão do seu filho Femi Kuti.

## Música
O estilo musical de Fela Kuti é chamado Afrobeat, o que essencialmente é uma fusão de jazz, funk, highlife e cantos tradicionais africanos. Possui percussão de estilo africano, vocais e estrutura musical que passa por jazz e seções de metais funk. O "endless groove" também é usado, com um ritmo básico com baterias, muted guitar e baixo que são repetidos durante a música. Essa é uma técnica comum na África e em estilos musicais influenciados por ela, como o funk e o hip-hop. Alguns elementos presentes nas músicas de Fela são chamados de call-and-response (chamada e resposta) com o coro e alguns simples, mas significativos rifes. A música de Fela quase sempre tem mais do que dez minutos, alguns atingindo a marca de vinte ou trinta minutos. Essa é uma das muitas razões que sua música nunca atingiu um grau de popularidade substancial fora da África. Sua música era mais tocada em línguas nigerianas, além de algumas músicas tocadas em iorubá. Os principais instrumentos de Fela, era o saxofone e o teclado, mas ele também tocava trompete, guitarra e ocasionalmente solos de bateria. Fela se recusava a tocar músicas novamente após já tê-la gravado, o que por sua vez retardou sua popularidade fora da África. Fela era conhecido por sua performance, e seus concertos eram tidos como bárbaros e selvagens. Ele referia a sua atuação de palco como um jogo espiritual underground.

## Discografia
| Ano  | Álbum                                                | Gravadora                                       |
| ---- | ---------------------------------------------------- | ----------------------------------------------- |
| 1971 | Live ! (with Ginger Baker)                           | Regal Zonophone / Pathe Marconi                 |
| 1971 | Why Black Man Dey Suffer                             | Africa Songs Limited                            |
| 1972 | Stratavarious (with Ginger Baker)                    | Polydor / Atco                                  |
| 1972 | Na Poi                                               | EMI HMV                                         |
| 1972 | Open & Close                                         | EMI / Pathe Marconi                             |
| 1972 | Shakara                                              | EMI / Editions Makossa / Pathe Marconi / Creole |
| 1972 | Roforofo Fight                                       | Jofabro / Editions Makossa / Pathe Marconi      |
| 1973 | Afrodisiac                                           | EMI/ Regal Zonophone / Pathe Marconi            |
| 1973 | Gentleman                                            | EMI / Pathe Marconi / Creole                    |
| 1974 | Alagbon Close                                        | Jofabro / Editions Makossa                      |
| 1975 | Noise for Vendor Mouth                               | Afrobeat                                        |
| 1975 | Confusion                                            | EMI / Pathe Marconi                             |
| 1975 | Everything Scatter                                   | Coconuts / Creoles                              |
| 1975 | He Miss Road                                         | EMI / Pathe Marconis                            |
| 1975 | Expensive Shit                                       | Soundwork Shops / Editions Makossa              |
| 1976 | No Bread                                             | Soundwork Shop / Editions Makossas              |
| 1976 | Kalakuta Shows                                       | Kalakuta / Editions Makossa                     |
| 1976 | Upside Down                                          | Deccas Afrodisia                                |
| 1976 | Ikoyi Blindness                                      | Africa Music                                    |
| 1976 | Before I Jump Like Monkey Give Me Banana             | Coconut                                         |
| 1976 | Excuse O                                             | Coconut                                         |
| 1976 | Zombie                                               | Coconut / Creole / Mercury                      |
| 1976 | Yellow Fever                                         | Decca Afrodesia                                 |
| 1977 | Opposite People                                      | Decca_Afrodesia                                 |
| 1977 | Fear Not For Man                                     | Decca Afrodesia                                 |
| 1977 | Stalemate                                            | Decca Afrodesia                                 |
| 1977 | Observation No Crime                                 | Decca Afrodesia                                 |
| 1977 | Johnny Just Drop (J.J.D Live!! at Kalakuta Republic) | Decca Afrodesia                                 |
| 1977 | I Go Shout Plenty                                    | Decca Afrodesia                                 |
| 1977 | No Agreement                                         | Decca Afrodesia / Barclay / Celluloid           |
| 1977 | Sorrow, Tears and Blood                              | Kalakuta                                        |
| 1978 | Shuffering and Shmiling                              | Coconut / Celluloid                             |
| 1979 | Unknown Soldier                                      | Phonodisk / Uno Melodic                         |
| 1979 | I.T.T. (International Thief Thief)                   | Kalakuta                                        |
| 1979 | V.I.P. (Vagabonds In Power)                          | Kalakuta                                        |
| 1980 | Music of Many Colours (with Roy Ayers)               | Phonodisk / Celluloid                           |
| 1980 | Authority Stealing                                   | Kalakuta                                        |
| 1981 | Black President                                      | Capitol                                         |
| 1981 | Original Sufferhead                                  | Lagos International / Arista                    |
| 1981 | Coffin for Head of State                             | Kalakuta                                        |
| 1983 | Perambulator                                         | Lagos International                             |
| 1983 | Live In Amsterdam                                    | Wrasse                                          |
| 1985 | Army Arrangement                                     | Kalakuta / Celluloid                            |
| 1986 | Teacher Don't Teach Me Nonsense                      | Polygram / Barclay                              |
| 1989 | Beasts of No Nation                                  | Kalakuta / Eurobound / Shanachie                |
| 1989 | O.D.O.O. (Overtake Don Overtake Overtake)            | Kalakuta / Shanachie                            |
| 1990 | Confusion Break Bones                                | Kalakuta                                        |
| 1990 | Just Like That                                       | Kalakuta                                        |
| 1992 | Underground System                                   | Kalakuta / Sterns                               |